# Besuto Gai
Besuto Gai er en japansk film fra 1990 af Tōru Murakawa.

## Medvirkende
- Yūji Oda som Lieutenant Hideo "Goku" Kajitani
- Naomi Zaizen som Miyuki Mizuno
- Masato Furuoya som Nobuaki "Zombie/Demon" Yoshinaga
- Masato Nagamori som Teruichi "Imagine" Nadaka
- Toshio Kurosawa som Tadayuki "Odyssey" Yamamoto
- Masahiro Sudou som Haruo "Thunder" Yashiki
- Mikihisa Azuma som Yoshitaka "Robin" Muramatsu
- Zenkichi Yoneyama som Atsuo "Duck" Nakagawa